# Myrteta rubripunctata
Myrteta rubripunctata är en fjärilsart som beskrevs av Eugen Wehrli 1939. Myrteta rubripunctata ingår i släktet Myrteta och familjen mätare. Inga underarter finns listade i Catalogue of Life.